# Hana Maciuchová
Hana Maciuchová (Šternberk, 1945. november 29. – Olomouc, 2021. január 26.) cseh színésznő. Ismertségét a Nők a pult mögött című filmsorozat hozta meg számára.

## Életrajza
Prágában diplomázott 1968-ban, ahol olyan ismert művészek tanították, mint Radovan Lukavsky, Karel Höger, Libuse Havelkova, Francis Salzer és Helena Tesárková. Egy amatőr színház tagja is volt, majd később a Stúdió Színházhoz igazolt. 1971-ben a Vinohardy Színházban játszott. Élettársa Jiří Adamíra lett, majd 1994-ben a prágai konzervatórium tanára lett.
Több filmben is szerepelt az évtizedek során, majd 2009-ben megkapta a legjobb színésznőnek járó díjat, melyre a tíz legjobb cseh színésznő közül választották ki. A szavazás egy tv műsor keretein belül zajlott, melyet 2008-ban indított a Cseh Televízió.
1998-ban, 2005-ben és 2010-ben szintén megválasztotta a Cseh Rádió a legnépszerűbb színésznőnek.

## Filmjei
- …és üdvözlöm a fecskéket (1972)
- Krkonosské pohádky (1974-1986)
- Bakalári (1976-1983)
- Nők a pult mögött (1977-1978)
- Kórház a város szélén (1978-1981)
- Zeman őrnagy (1980)
- Ma egy házban (1980)
- Bella Vista foglya (1980)
- A kis és nagy hokijátékos (1982)
- Felhőjáték (1984)
- Ha egyszer elmegyek… (1985)
- Koncert (1994)
- Magányosok (2000)
- Kórház a város szélén 20 év múlva (2003)
- Keserű kávé (2004)
- Ulice (2005-2015)
- Madame (2017)
- A papa Volgája (2018)